# Lista de primeiros-ministros da Argélia
O Primeiro-Ministro da República Democrática e Popular da Argélia é o chefe do governo argelino.
O Primeiro-Ministro é nomeado pelo Presidente da Argélia, tal como todos os membros do governo. Em primeiro lugar, é nomeado para, de seguida, propor nomes aos cargos governamentais. A Assembleia Popular Nacional deve aprovar a declaração de política geral do Primeiro-Ministro; caso contrário, este é demitido das suas funções e a Assembleia é dissolvida.
Não há limite para a duração do mandato do Primeiro-Ministro, segundo a Constituição do país. Mohamed Ben Ahmed Abdelghani possui o recorde de duração com cinco anos de mandato, de 1979 a 1984. 
O quadro a seguir mostra os Primeiros-Ministros que ocuparam o cargo após a independência, em 1962.
| Nome                         | Início do mandato      | Fim do mandato         | Partido     |
| ---------------------------- | ---------------------- | ---------------------- | ----------- |
| Ahmed Ben Bella              | 27 de setembro de 1962 | 20 de setembro de 1963 | FLN         |
| Cargo extinto                |                        |                        |             |
| Mohamed Ben Ahmed Abdelghani | 8 de março de 1979     | 22 de janeiro de 1984  | FLN         |
| Abdelhamid Brahimi           | 22 de janeiro de 1984  | 5 de novembro de 1988  | FLN         |
| Kasdi Merbah                 | 5 de novembro de 1988  | 9 de setembro de 1989  | FLN         |
| Mouloud Hamrouche            | 9 de setembro de 1989  | 5 de junho de 1991     | FLN         |
| Sid Ahmed Ghozali            | 5 de junho de 1991     | 8 de julho de 1992     | FLN         |
| Belaid Abdessalam            | 8 de julho de 1992     | 21 de agosto de 1993   | FLN         |
| Redha Malek                  | 21 de agosto de 1993   | 11 de abril de 1994    | sem partido |
| Mokdad Sifi                  | 11 de abril de 1994    | 31 de dezembro de 1995 | sem partido |
| Ahmed Ouyahia                | 31 de dezembro de 1995 | 15 de dezembro de 1998 | RND         |
| Smail Hamdani                | 15 de dezembro de 1998 | 23 de dezembro de 1999 | sem partido |
| Ahmed Benbitour              | 23 de dezembro de 1999 | 27 de agosto de 2000   | sem partido |
| Ali Benflis                  | 27 de agosto de 2000   | 11 de julho de 2004    | FLN         |
| Ahmed Ouyahia                | 11 de julho de 2004    | 2 de março de 2005     | FLN         |
| Abdelaziz Belkhadem          | 2 de março de 2005     | 23 de junho de 2008    | RND         |
| Ahmed Ouyahia                | 23 de junho de 2008    | 3 de setembro de 2012  | RND         |
| Abdelmalek Sellal            | 3 de setembro de 2012  | 13 de março de 2014    | FLN         |
| Youcef Yousfi (interino)     | 13 de março de 2014    | 29 de abril de 2014    | RND         |
| Abdelmalek Sellal            | 29 de abril de 2014    | 25 de maio de 2017     | FLN         |
| Abdelmadjid Tebboune         | 25 de maio de 2017     | 15 de agosto de 2017   | FLN         |
| Ahmed Ouyahia                | 16 de agosto de 2017   | 12 de março de 2019    | RND         |
| Noureddine Bedoui            | 12 de março de 2019    | 19 de dezembro de 2019 | Ind.        |
| Sabri Boukadoum (interino)   | 19 de dezembro de 2019 | 28 de dezembro de 2019 | Ind.        |
| Abdelaziz Djerad             | 28 de dezembro de 2019 | 30 de junho de 2021    | FLN         |
| Aymen Benabderrahmane        | 30 de junho de 2021    | 11 de novembro de 2023 | Ind.        |
| Nadir Larbaoui               | 11 de novembro de 2023 | presente               | Ind.        |

## Presidentes do governo provisório
O governo provisório não foi reconhecido internacionalmente. Seus membros viviam no exílio, antes que a Argélia se tornasse independente.
- 19 de setembro de 1958 - 27 de agosto de 1961: Ferhat Abbas (FLN)
- 27 de agosto de 1961 - 27 de setembro de 1962: Benyoucef Ben Khedda (exilado até 3 de julho de 1962) (FLN)